# TV Niederwürzbach
Der TV 08 Niederwürzbach (TVN) ist ein Handballverein aus Niederwürzbach, einem Stadtteil der saarländischen Stadt Blieskastel. Seine Heimspiele in der Bundesligazeit trug der Verein in Homburg/Erbach im dortigen Sportzentrum aus.

## Geschichte
Der TVN spielte zwischen 1989 und 1999 in der ersten Handball-Bundesliga. Beste Platzierung in der Bundesliga waren zwei 2. Plätze in den Spielzeiten 1992/93 und 1994/95. In der Saison 1990/91 und der Saison 1997/98 scheiterte der TVN jeweils im Finale des DHB-Pokals gegen den TUSEM Essen (1991) bzw. gegen den THW Kiel (1998).
Größter Erfolg der Vereinsgeschichte war der Gewinn des Euro-City-Cups im Jahre 1995.
Nach der Saison 1998/99 zog sich der Verein aus finanziellen Gründen aus der Handball-Bundesliga zurück und spielte im Folgenden in oberen saarländischen Amateurklassen. Der TVN zog sich freiwillig direkt in die Oberliga Saar zurück und verzichtete somit auch auf die Regionalliga.
In der Saison 2000/01 stieg der TVN von der Oberliga Saar in die Verbandsliga ab. In der darauffolgenden Saison schaffte er den sofortigen Wiederaufstieg in die Oberliga Saar. In der Saison 2002/03, 2003/04, 2004/05 und 2005/06 wurde der TVN jeweils Vizemeister der Oberliga Saar (jetzt Saarlandliga) und verpasste somit den Aufstieg in die nun neu formierte Oberliga Rheinland-Pfalz-Saar. In der Saison 2006/07 konnte der Verein schließlich die Meisterschaft in der Saarlandliga erringen. Aufgrund wirtschaftlicher Probleme musste der TVN jedoch vom Aufstieg absehen und spielte in der Saison 2007/08 stattdessen in der Bezirksklasse. Der bis zu dieser Meistersaison existierende Hauptsponsor Volkswagen AG hatte den langfristigen Sponsorenvertrag, der vom Personalvorstand Peter Hartz mit dem Manager des TV Niederwürzbach, seinem Bruder Rudi Hartz, abgeschlossen wurde, auslaufen lassen. Der Vorstand des TVN hatte bis zuletzt damit gerechnet, dass VW den Vertrag verlängert und sich deshalb nicht um neue Sponsoren bemüht. Als man schließlich den Ernst der Lage erkannte, war es zu spät um neue Sponsoren zu werben. Auf Grund dieser Tatsache durften die Spieler des TV Niederwürzbach auch in der Meisterschaftsrunde nicht aufsteigen. Nutznießer war der TV Homburg, der als Vizemeister in die Oberliga Rheinland-Pfalz-Saar aufgestiegen war. Seit 2023 spielt der TVN in der Verbandsliga.

## Bekannte ehemalige Spieler
- Markus Baur
- Stéphane Cordinier
- Andreas Dittert
- Jürgen Hartz
- Jochen Haller
- Markus Hochhaus
- Markus Hönnige
- François-Xavier Houlet
- Stéphane Joulin
- Nedeljko Jovanović
- Marek Kordowiecki
- Andrei Lawrow
- Jörn-Uwe Lommel
- Stefan Lövgren
- Konráð Olavsson
- Staffan Olsson
- Michael Rocksien
- Momir Rnić
- Philippe Schaaf
- Uwe Schreiber
- Christian Schwarzer
- Frank Schmitt
- Christian Schöller

## Abteilungen des Vereins
- Badminton
- Boule
- Faustball
- Frauengymnastik
- Handball
- Leichtathletik
- Ski
- Tischtennis
- Turnen
- Volleyball